# Carlos Suárez Doriga
Carlos Suárez Doriga (f. 14 de junio de 1957) fue un militar argentino, perteneciente a la Armada, que alcanzó el grado de contraalmirante. Fue gobernador marítimo del Territorio de la Tierra del Fuego entre 1952 y 1954.

## Biografía
Ingresó a la Armada Argentina como parte de la promoción 53, egresando de la Escuela Naval Militar como guardiamarina. Realizó su viaje de instrucción el fragata ARA Presidente Sarmiento, en su viaje de instrucción XXV.
Fue comandante del destructor ARA San Luis (D-10) en la campaña antártica de 1947-1948. También participó como comandante en la campaña antártica de 1951-1952. Fue ascendido a contraalmirante en 1952.
En diciembre de 1952, fue designado gobernador marítimo del Territorio de la Tierra del Fuego por el presidente Juan Domingo Perón. Durante su gestión, en abril de 1953 inauguró oficialmente el Destacamento Naval Bahía Luna (actual Base Cámara) en la Antártida Argentina, inspeccionando también otras instalaciones de la Armada en el territorio antártico. Luego fue titular de la Comisión Naval Argentina en Estados Unidos.
Falleció el 14 de junio de 1957.